# Шаршада (Удмуртия)
Шаршада — деревня в Алнашском районе Удмуртии, входит в Удмурт-Тоймобашское сельское поселение. Находится в 8 км к северо-западу от села Алнаши и в 84 км к юго-западу от Ижевска.

## История
На 1914 год жители починка Шаршады Елабужского уезда Вятской губернии числились прихожанами Свято-Троицкой церкви села Алнаши.
В 1921 году, в связи с образование Вотской автономной области, деревня передана в состав Можгинского уезда. В 1924 году при укрупнении сельсоветов вошла в состав Вотско-Тоймабашского сельсовета Алнашской волости. В 1929 году упраздняется уездно-волостное административное деление и деревня причислена к Алнашскому району.
- Богачев Иван Михайлович — арестован 2 октября 1941 года. Приговор: 10 лет. Реабилитирован 20 мая 1970 года.
- Мекешкин Алексей Афанасьевич — член семьи кулака
- Мекешкин Афанасий Степанович — кулак
- Мекешкина Майя Афанасьевна — член семьи кулака
- Мекешкина Ольга Афанасьевна — член семьи кулака
- Мекешкина Устинья Харитоновна — член семьи кулака

16 ноября 2004 года Удмурт-Тоймобашский сельсовет был преобразован в муниципальное образование «Удмурт-Тоймобашское» и наделён статусом сельского поселения.

## Люди, связанные с Шаршадой
- Бузанов, Аркадий Семёнович — уроженец деревни, воевал на Южном, Брянском и 1-м Украинском фронтах, имел ранения. 14 марта 1945 года награждён Орденом Славы II степени, другие боевые награды: Орден Славы III степени, медаль «За Отвагу», фронтовые медали[7].
- Юрий Михайлович Шарычев -русский прозаик, кандидат философских наук  родился 23 декабря 1938 г. в д. Шаршада  Алнашского  района Удмуртской АССР. Закончил историко-филологический факультет Удмуртского государственного пединститута, аспирантуру, защитил диссертацию. Работал в Глазовском пединституте им. В.Г. Короленко на кафедре философии, затем в УдГУ. Умер 18 января 1993 г.